# Kenneth E. Boulding
Kenneth Ewart Boulding (ngày 18 tháng 1 năm 1910 - ngày 18 tháng 3 năm 1993) là một nhà kinh tế, giáo dục, hoạt động hòa bình, nhà thơ, nhà thần bí tôn giáo, người cổ vũ phong trào tôn giáo Quaker, nhà khoa học hệ thống, và triết học liên ngành người Anh. Ông là người sáng lập đồng của lý thuyết các hệ thống chung và sáng lập của nhiều dự án trí tuệ đang diễn ra trong nền kinh tế và khoa học xã hội. Ông kết hôn với Elise M. Boulding.

## Tiểu sử
Boulding sinh ra ở Liverpool, Anh vào năm 1910. Ông tốt nghiệp Đại học Oxford, và đã được chấp nhận làm công dân Mỹ vào năm 1948. Từ năm 1934 đến 1937, ông là một cán bộ học thuật tại Đại học Edinburgh và 1937-1941, ông giảng dạy tại Đại học Colgate. Từ 1945-1949 ông là một giảng viên của Iowa State College, nay là Đại học Bang Iowa; và trong những năm 1949-1967, ông là một giảng viên của Đại học Michigan. Năm 1967, ông tham gia giảng dạy của Đại học Colorado tại Boulder, nơi ông vẫn công tác cho đến khi nghỉ hưu.